# Melanchra flavisignata
Melanchra flavisignata är en fjärilsart som beskrevs av Barend J. Lempke 1964. Melanchra flavisignata ingår i släktet Melanchra och familjen nattflyn. Inga underarter finns listade i Catalogue of Life.